# Вулиця Козацька (Хмельницький)
Ву́лиця Коза́цька — одна з головних магістралей мікрорайону Дубове. Бере початок від вулиці Івана Франка в районі залізничного переїзду, що веде на Дубове, і пролягає далі до вулиці Купріна.

## Історія
Виникла у другій половині XIX ст. і від 1890-х років мала назву Бєлгородська — на честь того, що в ті роки на території передмістя Дубове розташовувався Бєлгородський кавалерійський полк. В 1929 році вулиця отримала назву Червонокозача — на честь 10-ї річниці існування прославленої у боях 1-ї Запорізької дивізії Червоного козацтва, яка в 1920—1941 рр. розташувалася в міських казармах (біля переїзду на Дубове). В 1992 р. вулицю Червонокозачу перейменували на Козацьку.

## Навчальні заклади
- Козацька, 54/2 — заклад дошкільної освіти № 1 «Капітошка»

## Судові установи
- Козацька, 42 — Хмельницький окружний адміністративний суд

## Храми
Козацька, 69 — Церква Андрія Первозванного
Споруджена наприкінці XIX ст. як полкова церква Бєлгородського драгунського полку, що у 1880-х роках був переведений на постійне місце дислокації до Проскурова. В радянські часи приміщення храму використовувалося як спортзал. Лише в 1991 р. було відновлено богослужіння. Сьогодні храм підпорядкований Хмельницькому єпархіальному управлінню Української православної церкви Київського патріархату.

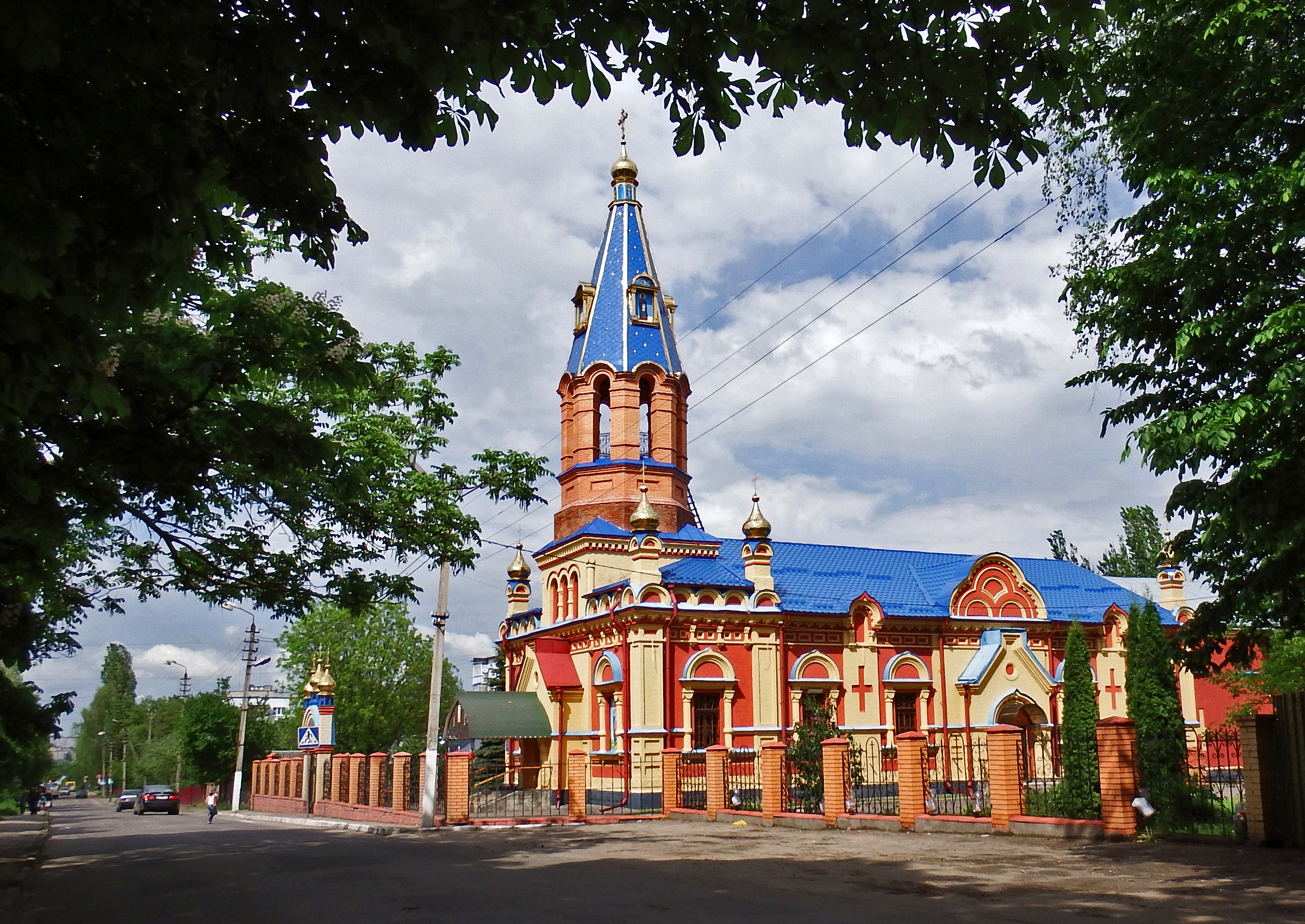
Собор святого апостола Андрія Первозваного